# Euophrys turkmenica
Euophrys turkmenica är en spindelart som beskrevs av Dmitri Viktorovich Logunov 1997. Euophrys turkmenica ingår i släktet Euophrys och familjen hoppspindlar. Inga underarter finns listade i Catalogue of Life.